# 제5공화국 청문회
제 5 공화국 청문회는 1988년 13대 대한민국 국회에서 제5공화국 정부에서의 비리와 5.18. 광주 민중 항쟁(민주화 운동)의 진실을 규명하기 위해 개설한 5공비리특별위원회의 국회 청문회 활동이다.
제5공화국 청문회는 5공비리특별위원회 활동을 대표하는 것으로 기억되고 있다. 5공비리특별위원회[五共非理特別委員會]의 정식 명칭은 ‘제5공화국에 있어서의 정치권력형 비리조사 특별위원회’이다.

## 개요
1987년 노태우가 대통령 국민투표 직선제를 통해 대한민국 제13대 대통령으로 선출되어 제6공화국이 시작되었다. 하지만 노태우는 전두환과 함께 신군부로 12·12 군사 반란을 주도하였으며, 제5공화국 동안 장관 요직을 거치는 등 사실 상 제5공화국의 인물이었다. 따라서 제5공화국 시대의 비리와 부정부패 검증에 소극적일 수 밖에 없었다.
하지만 1988년 총선을 치러 구성된 대한민국 제13대 국회는 야당 의석수가 여당 의석수보다 많은 대한민국 최초의 여소야대 상황이었고, 결국 야당의 강력한 요구에 제5공화국 정권의 비리를 조사하는 5공비리 특별조사위원회가 설치되었다. 위원장은 당시 통일민주당의 부총재인 이기택 의원(부산해운대구) 이었다.
일해재단 비리, 광주민주화운동 진상조사, 언론기관통폐합 문제 등의 진상 조사를 위해 열린 헌정 사상 최초의 국회 청문회였다. 당시 텔레비전으로 생중계되어 국민의 뜨거운 반응을 일으켰다.

## 전두환 증인 출석
제5공화국의 핵심 인물인 전두환의 증인 출석 여부가 최대 관심사였다. 백담사로 떠났던 전두환은 1989년 12월 31일 국회에 나타나 5공비리특위, 광주진상특위 연석 청문회에 출석하여 질문에 응답하는 것이 아니라 증인 선서없이 발표문을 읽었고, 이에 대해 당시 국회의원들은 거세게 항의 하였다.그 당시 전두환의 청문회 출석 발표문 낭독 장면은 기존 청문회 생중계와는 다르게KBS 1 TV와 MBC TV를 통해 전국에 1시간 차이로 녹화 중계 되었다.

## 증인
증인으로 출석한 주요 인물은 다음과 같다.
- 정주영 현대그룹 명예회장
- 장세동 전 청와대 경호실장
- 김옥길 전 문교부 장관

## 평가
증인들이 변명과 모르겠다는 대답으로 일관했으며 구체적인 성과없이 끝났다는 비판이 있다.
당시 민주당 초선 의원이었던 노무현 의원이 언론의 주목을 받았다.

## 참고 사항
- 이 방송은 KBS 1TV(2TV 제외)와 문화방송을 통해 동시 국회 중계하였다. 중계 상황에 따라서 정규 방송을 채우지 못하고, 다소 유동적이기 때문이다.[2]
- 텔레비전 생중계에 청문회 최고 시청률이 80%대를 기록하였다.

## 같이 보기
- 전두환
- 노태우
- 제5공화국
- 제6공화국
- 5.18 광주 민주화 운동
- 12.12 사태
- 노무현
- 장세동
- 이해찬
- 정주영